# Ocean X Prix
L'Ocean X Prix (talvolta indicato anche come Ocean X-Prix) è una prova del campionato di Extreme E, la serie automobilistica per vetture fuoristrada a propulsione elettrica inaugurata nel 2021.

## Edizioni
| Anno | Denominazione     | Sede           | Vincitori                           | Scuderia         | Auto       |
| ---- | ----------------- | -------------- | ----------------------------------- | ---------------- | ---------- |
| 2021 | Ocean X Prix 2021 | Dakar, Senegal | Johan Kristoffersson / Molly Taylor | Rosberg X Racing | ODYSSEY 21 |